# !FEST
"Холдинг емоцій «!FEST» — мережа концептуальних авторських ресторанів та напрямків, заснована у Львові 2007 року трьома підприємцями: Андрієм Худо, Дмитром Герасімовим та Юрком Назаруком.
Поява багатьох ресторанів мережі викликала дискусії у суспільстві (зокрема, щодо «Мазох-café» та «Криївка». Окрім власне ресторанного бізнесу, мережа також створила кілька атракцій. Так, наприклад, біля входу в «Мазох-café» встановили пам'ятник видатному львів'янину Леопольдові фон Захер-Мазоху.

## Заклади мережі
- Криївка.

- Дім Легенд (до 2019 року[4])
- Мазох-café

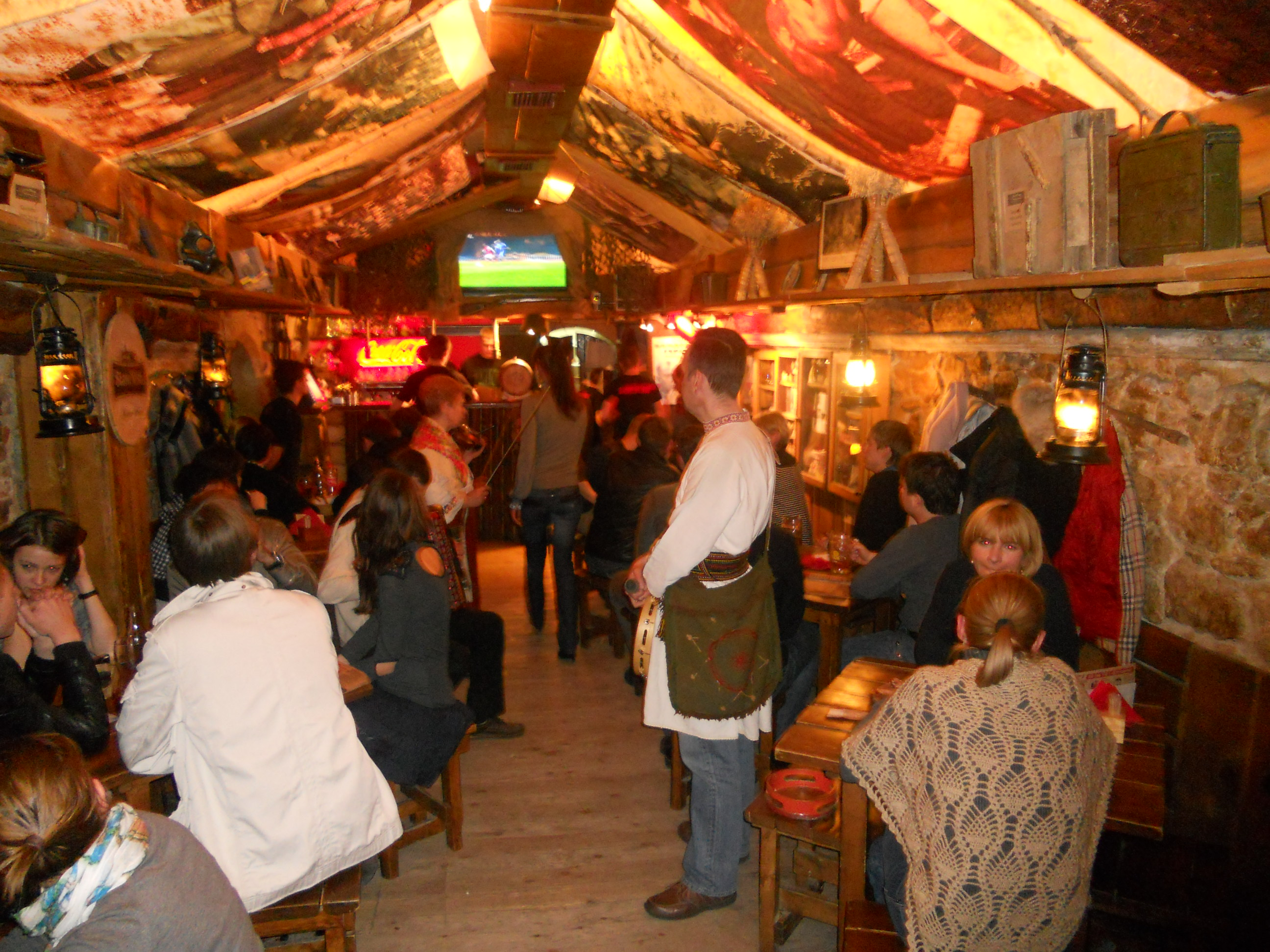
Вигляд одного із залів Криївки

- Біля Діани. Перший заклад мережі «!ФЕСТ».[5]

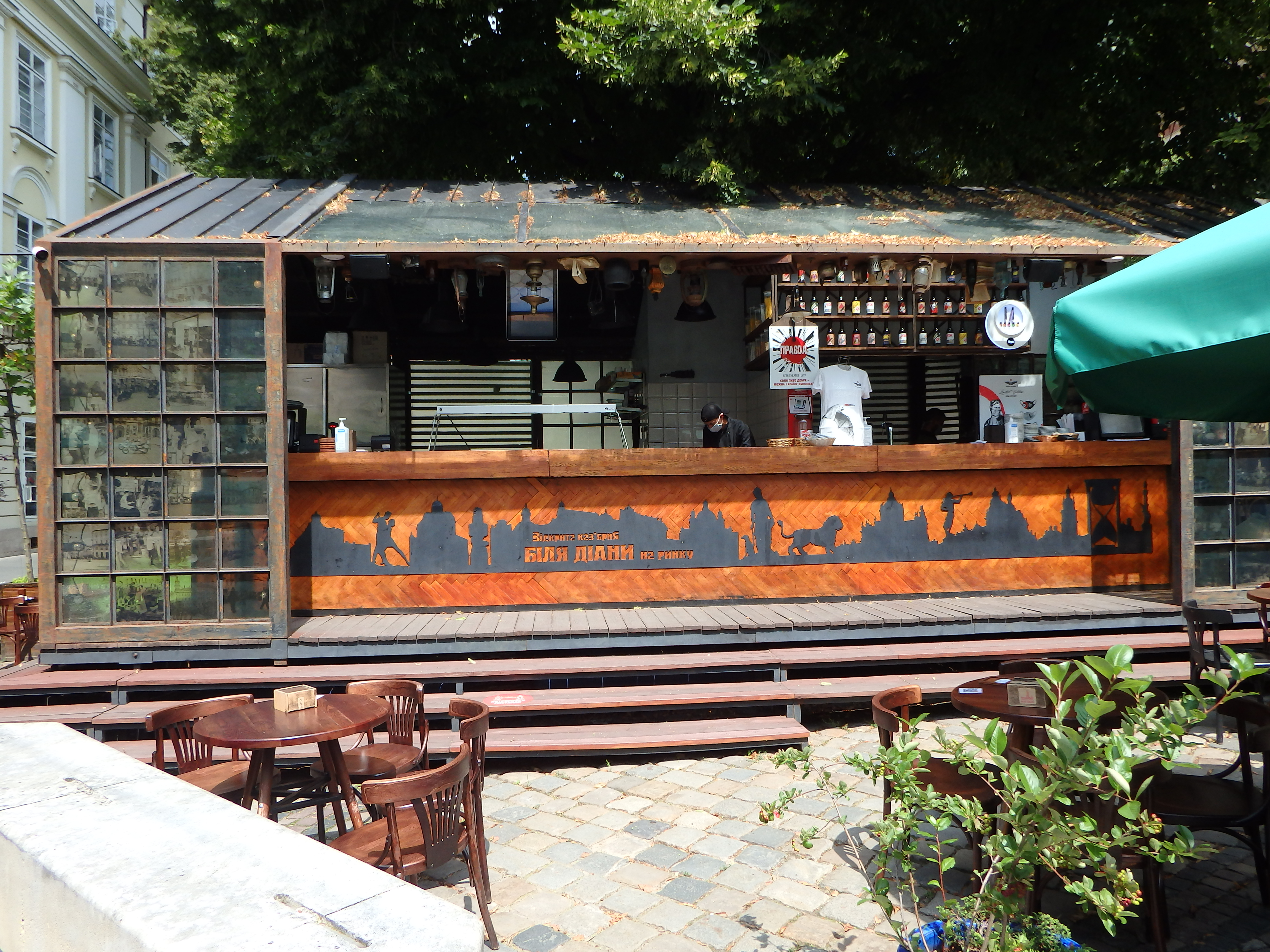
«Біля Діани»

- Гасова лямпа. Заклад присвячений винайденню гасової лампи в 1853 році саме у Львові. У ресторані знаходяться експонати близько 200 гасових ламп, а також копія оригіналу найпершого винаходу.

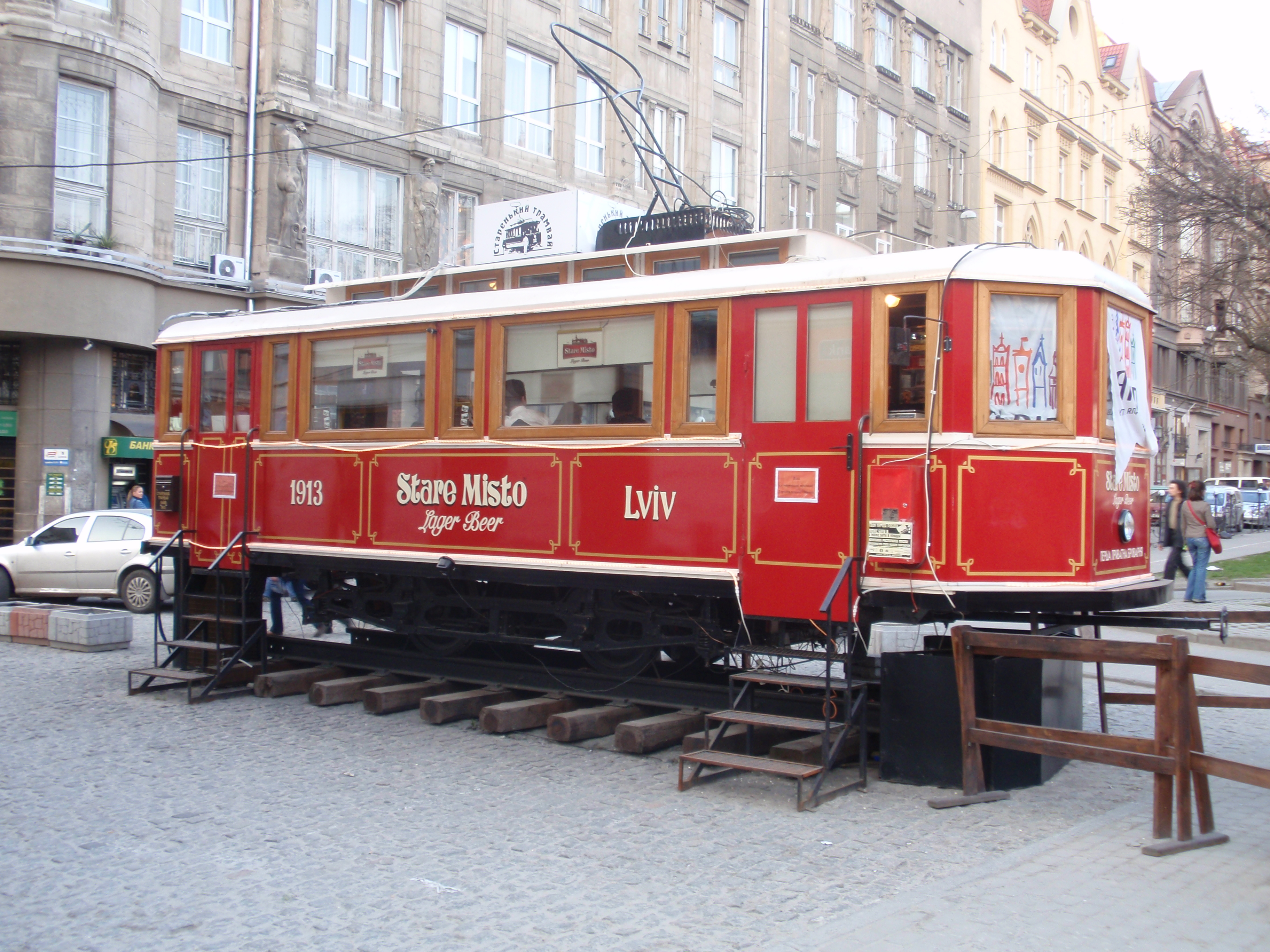
Зовнішній вигляд кав'ярні «Старенький трамвай»

- Старенький трамвай. Знаходиться у вагоні, точній копії вагонів львівського трамвая 1913 року.
- Під Золотою Розою. Розташований на вулиці Староєврейській неподалік місця, де до 1942 року стояла синагога Золота Роза, у центральній частині Львова.
- «Дуже висока кухня»[6] Замовлення приймають безпосередньо кухарі. Гості обирають страву, не з меню, а поспілкувавшись з кухарем. Ресторан працює на стриху Венеційської кам'яниці на площі Ринок з грудня 2018-го року.[7] В ресторані грає музика з вінілів через рупорну акустику, яку зробили та розробили львівські майстри Андрій та Леонід Фляки.[7]
- «Антикризова кнайпа» (закрита у 2008 році)
- «Лівий Берег. Кнайпа-музей» Львівської опери (закритий у 2019 році)[8] Перетворено на коктейль-бар Opera Underground[9] з концептуальними коктейлями в унікальній подачі (є навіть VR-коктейль).
- «Найдорожча ресторація Галичини». Відтворює атмосферу осередку обраних, масонської ложі. За автентичними традиціями, увесь персонал закладу — чоловіки. Найдорожча ресторація Галичини — це закрита для стороннього ока кнайпа, де панує напівтемрява залів та таємні товариства, а, також - найбільші ціни Львова. Тут також представлена масонська символіка, таємні символи, свічки та неймовірна вишуканість високого товариства.
- «Львівська майстерня шоколаду». Виробляє шоколадні вироби ручної роботи з бельгійського шоколаду. Асортимент налічує 42 види цукерок, з них 16 видів трюфелів зі різними смаками, цукерки з марципаном, кремові начинки і горішки в шоколаді. В майстерні у Львові діє маленька кав'ярня, де можна скуштувати гарячого шоколаду і кави. На першому поверсі можна через скло спостерігати за процесом виробництва.[10]. Єдиний із закладів !ФЕСТу, який працює також поза межами Львова, зокрема в Івано-Франківську, Житомирі, Ужгороді, Харкові (дві майстерні), Києві (дві майстерні), Чернігові,[11] Одесі та у Кракові.[12]. 17 грудня 2015 року, після відмови приймати російські рублі від т. зв. «мера» Донецька, закрилася «Львівська майстерня шоколаду».[13], яка знаходилася у центрі Донецька, за Драматичним театром, по бульвару Пушкіна, 16.[14] Як розповів один із засновників холдингу Андрій Худо: «існування Майстерні шоколаду в період російської окупації в Донецьку — це готовий сюжет для гарного голлівудського фільму».[15]. В київському закладі проводить свої заходи, зокрема «Посиденьки на Запусти» Молодіжний клуб Львівського товариства в Києві.[16]
- Львівська копальня кави
- «Зеник-Митник. Пиво з дерунами»

- Сендвіч-бар «Вар'яти» у форматі бістро.

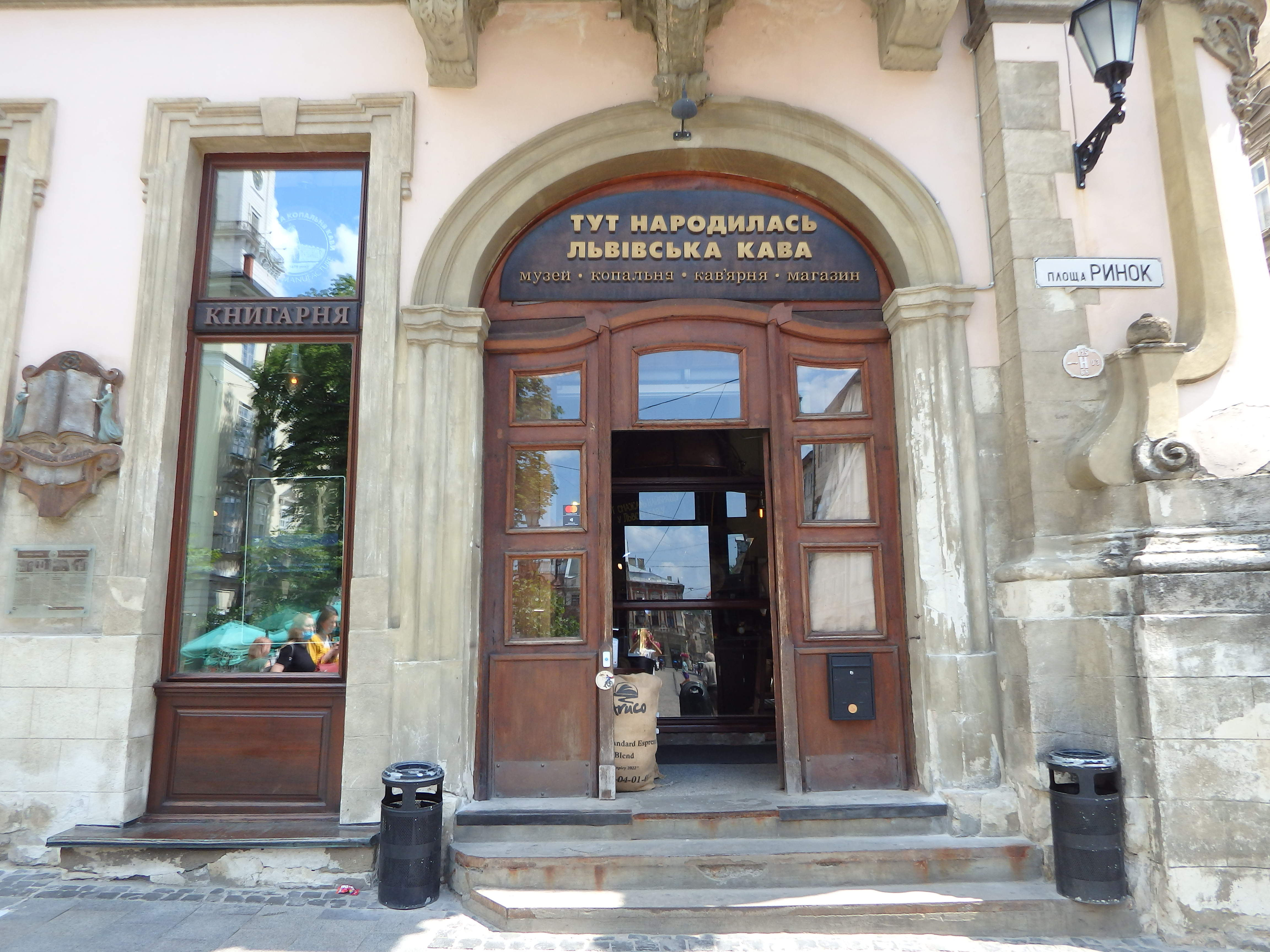
Львівська копальня кави

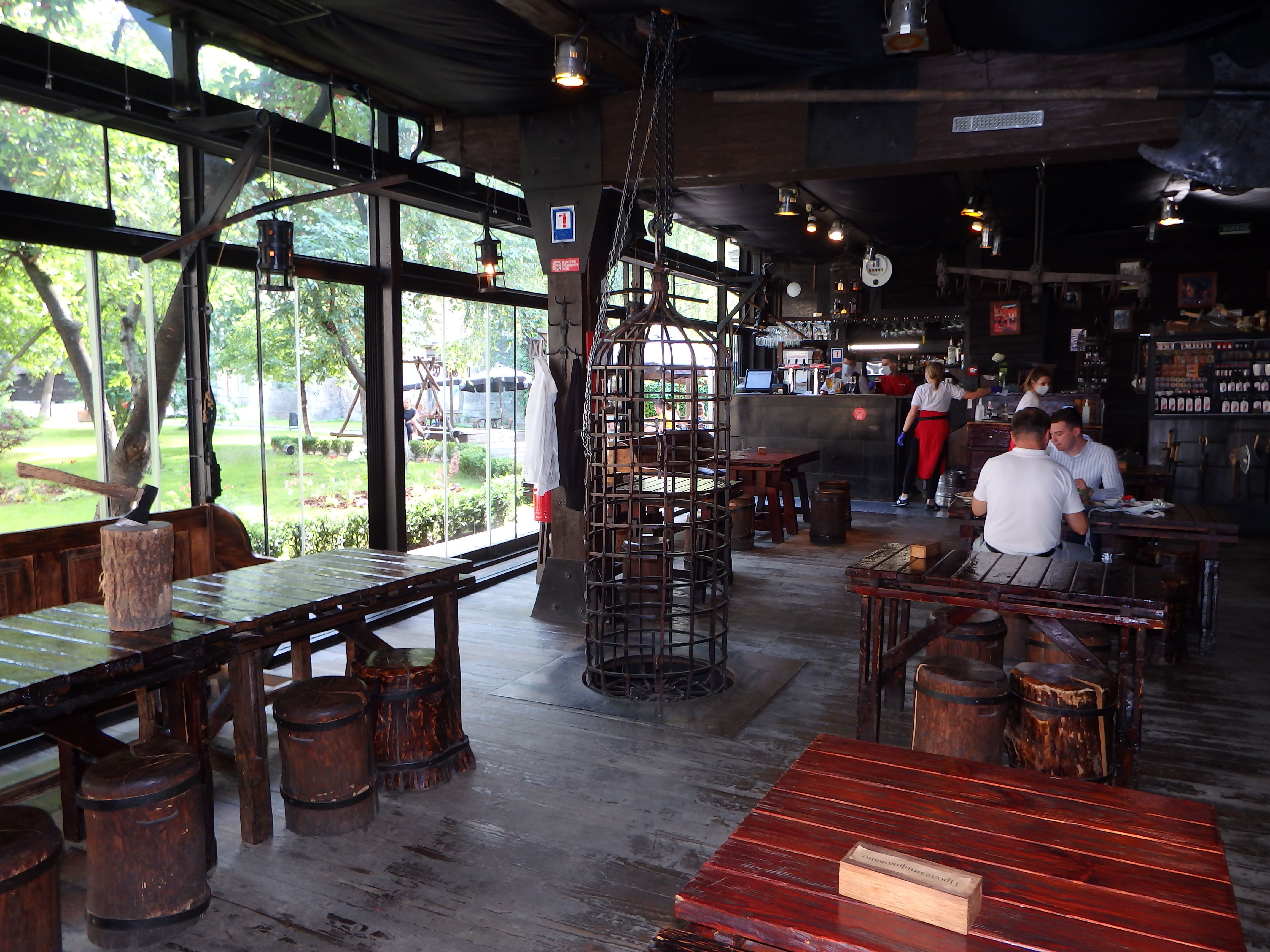
Інтер'єр Ресторації М'яса та Справедливости

- Перша Львівська Грильова Ресторація М'яса та Справедливости. Розташована у дворі бернардинського монастиря. 2011 року після низки судів виконавча служба демонтувала літній майданчик ресторану, як незаконний.[17]
- Театр пива «ПРАВДА»

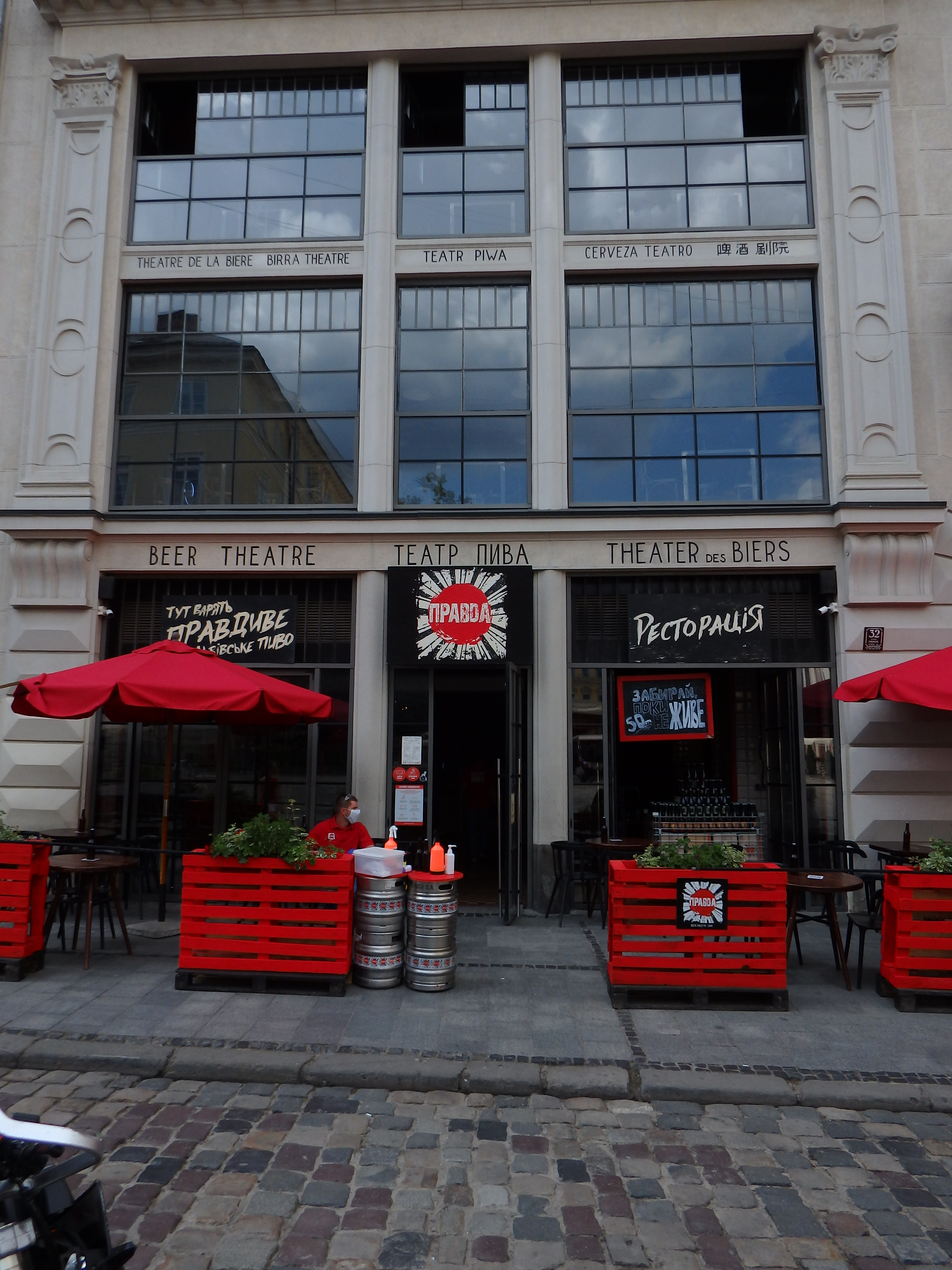
Театр пива «ПРАВДА»

- Реберня — ресторан відомий своїм монопродуктом, свинячими ребрами, які за концепцією їдять руками, без столових приладь. Перша Реберня — Реберня Під Арсеналом — відкрилась у Львові на вулиці Підвальній, у центрі міста, у травні 2016 року.Знаходиться на вулиці Підвальній, 5.[18]
- П'яна Вишня
- Львівські пляцки. Перша міська пекарня сирників та штруделів.
- Кафе-пекарня «Пошта на Друкарській». Зали кафе оздоблені колекцією старих листівок у кількості близько чотирьох тисяч. Для декору всюди розставлені раритетні телефонні апарати, старовинні поштові ваги. Відвідувачі можуть власноруч виготовити листівку й відправити авторський твір вказаному адресатові. У кафе відкрита кухня — за склом гості можуть спостерігати процес приготування страв. У меню фірмові пироги з різними начинками: фрукти, ягоди, сири, лосось, м'ясо. Серед напоїв є крафтове пиво, глінтвейн, різні сорти кави та домашні наливки.[19]
- Кнайпа «Пструг, хліб та вино». Відкрито 2012 року. Як і більшість закладів у Львові, має свою особливу історію. Згідно з нею це помешкання колишніх мешканців ратуші, яка завалилася 1826 року через тріщину внаслідок будівельних маніпуляцій. Руїни поховали під собою двох жовнірів, п'ятьох робітників та сурмача. З того часу сім'я сурмачів покинула вежу ратуші назавжди та оселилась поруч із помешканням львівського дзигармайстра в жидівській дільниці. Тут близько до ратуші та й безпечніше. Заробітки муніципальних працівників невеликі, тому довелось у вільний час зайнятись тим, що найкраще вміли робити. Дзигармайстер добре знається на вині та випікає найсмачніший у місті хліб. А сурмач з родиною готує в печі найсмачнішу карпатську форель, по-гуцульськи пструг.[20][21]
- Артцентр «Дзига»[22]

### Доставка
Холдинг має власну доставку з закладів мережі. Сервіс !FEST Доставка у Львові виник на запит ринку та бажання гостей закладу — поїсти улюблених страв вдома. Відтак в карантинних умовах Доставка почала привозити улюблені ребра та палянички з Реберні, а згодом — розширила асортимент іншими закладами, які користуються популярністю. Зокрема, жителі та гості Львова можуть замовити ребра з Реберні, бургери та пиво з Правди, шашлик з Першої львівської грильової ресторації м'яса та справедливості, сніданок з Дзиґи, рибу з Пструга, найліпшу вишневу настоянку П'яної Вишні та тортик з Grand Cafe Leopolis. Окрім цього, сервіс доставить вам напівфабрикати від ЇЖ та брендовані товари вищезазначених закладів.

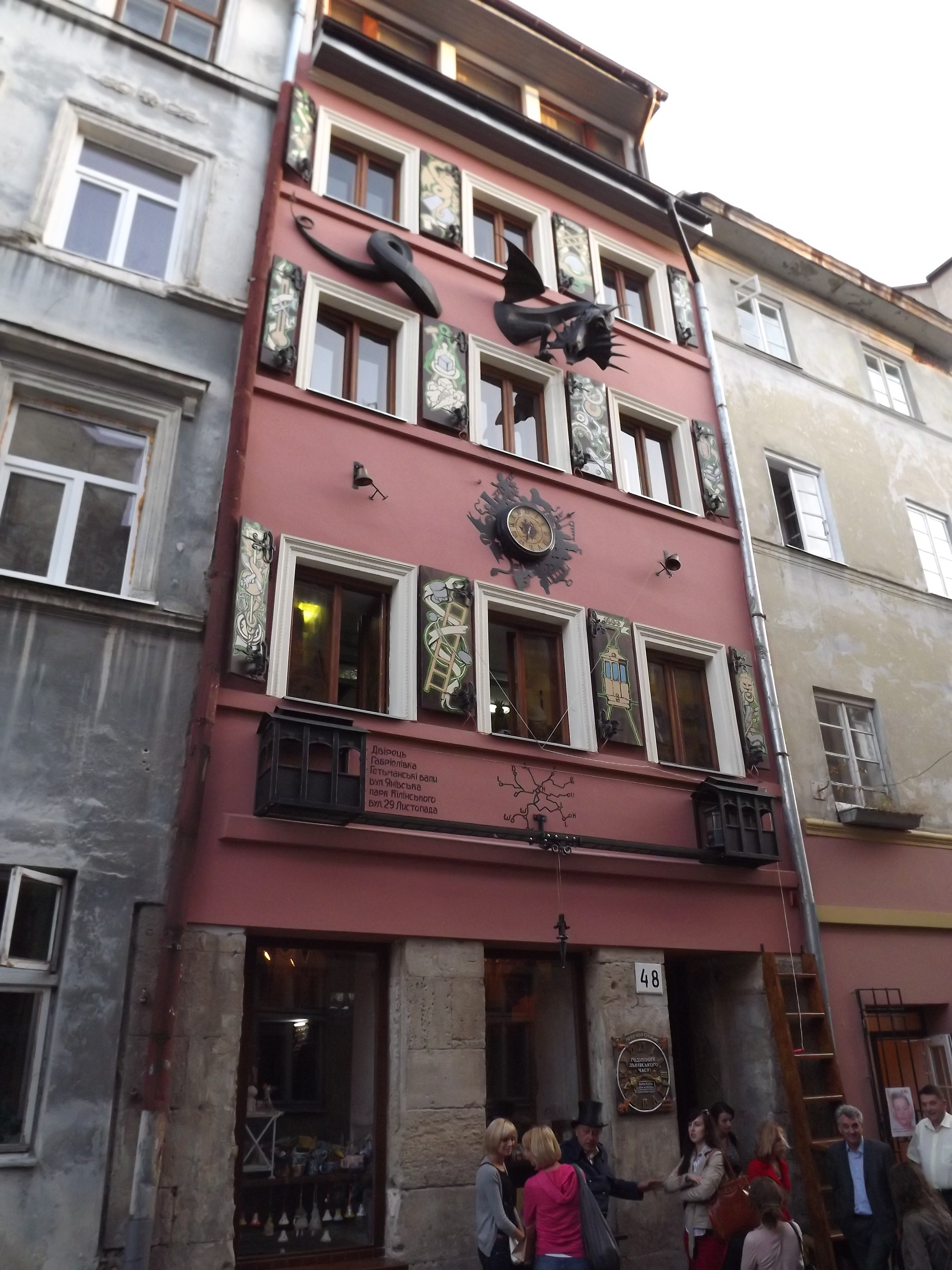
«Дім легенд»
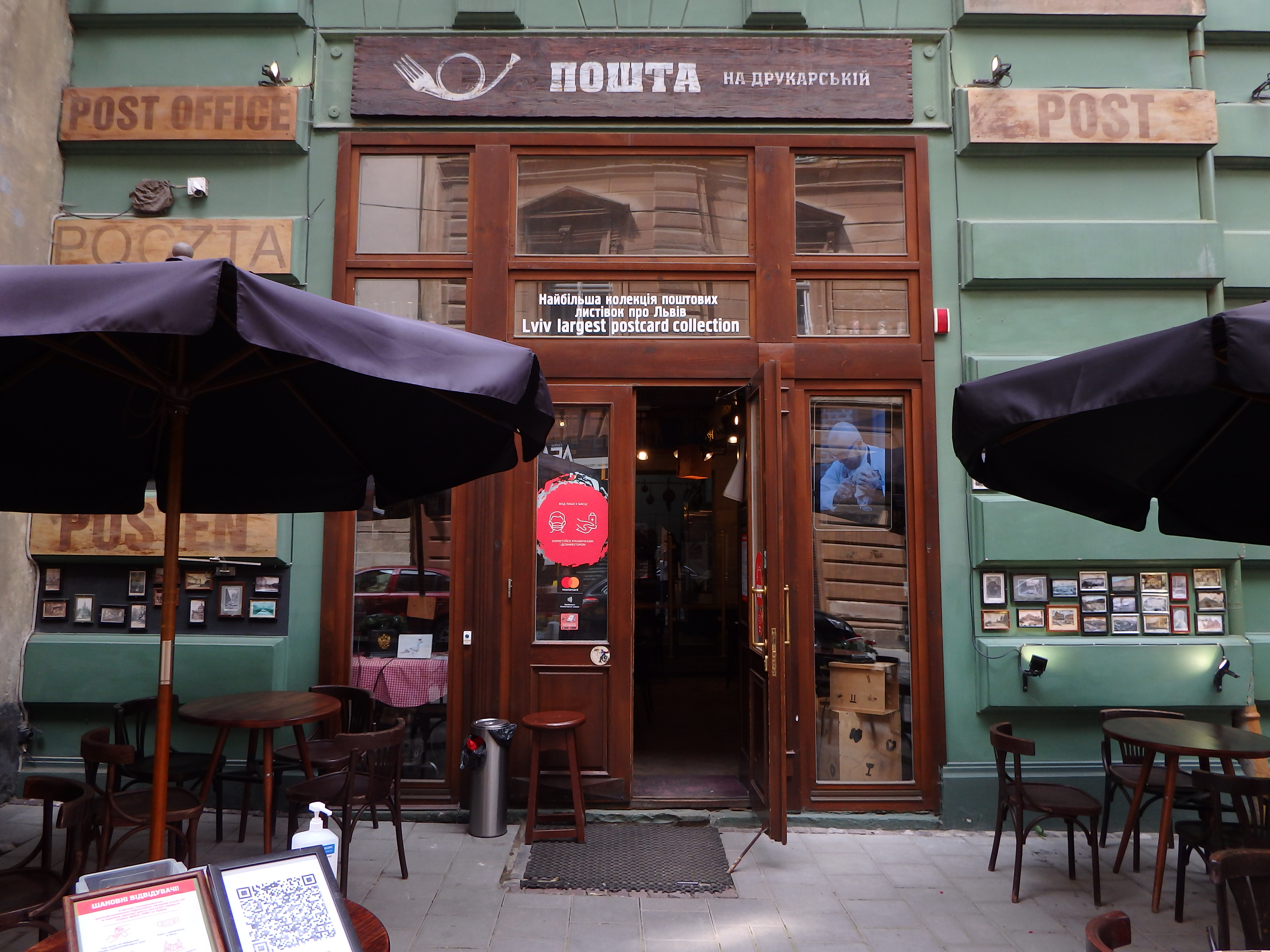
Кафе «Пошта на Друкарській»
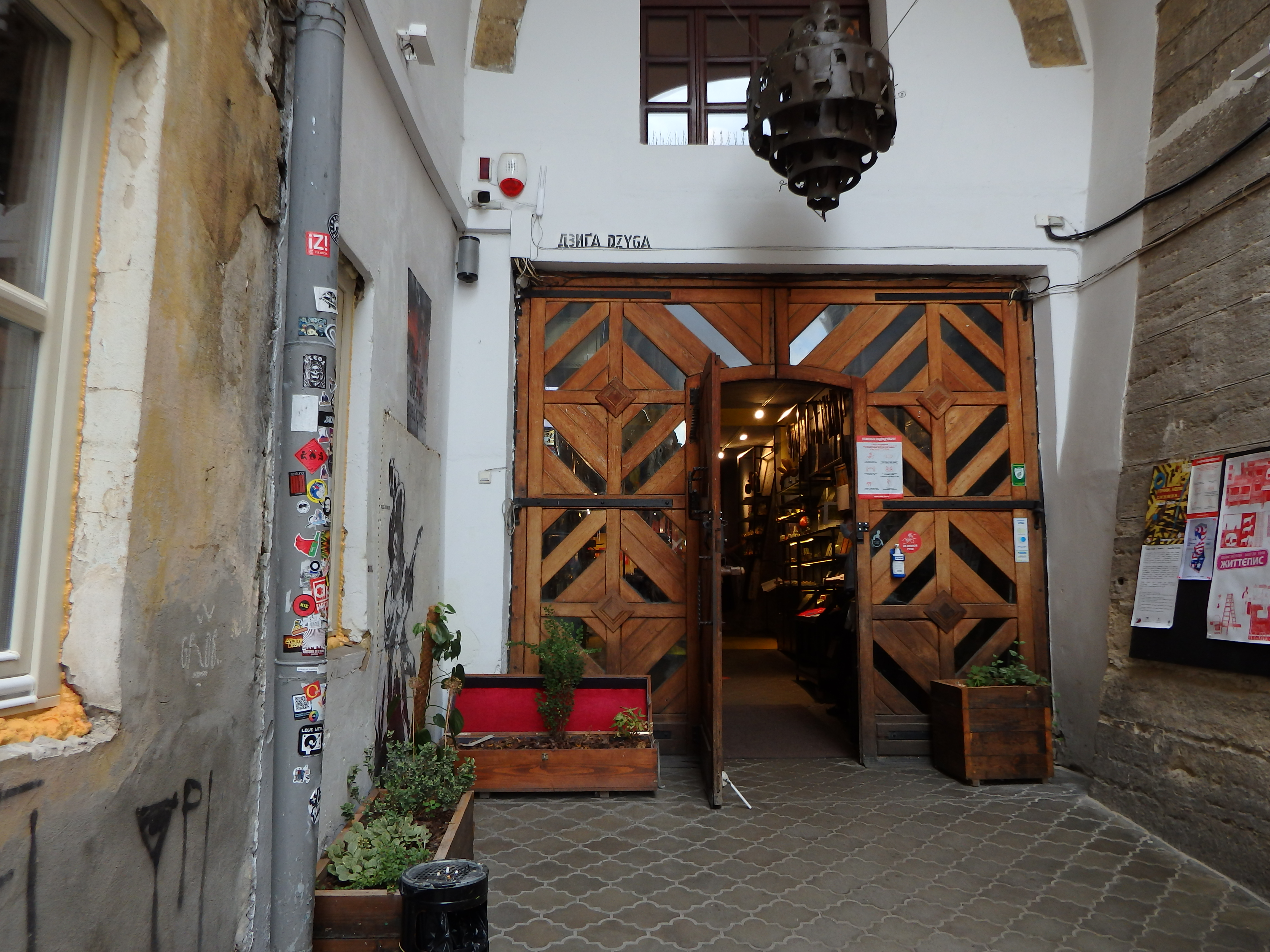
Артцентр «Дзига»
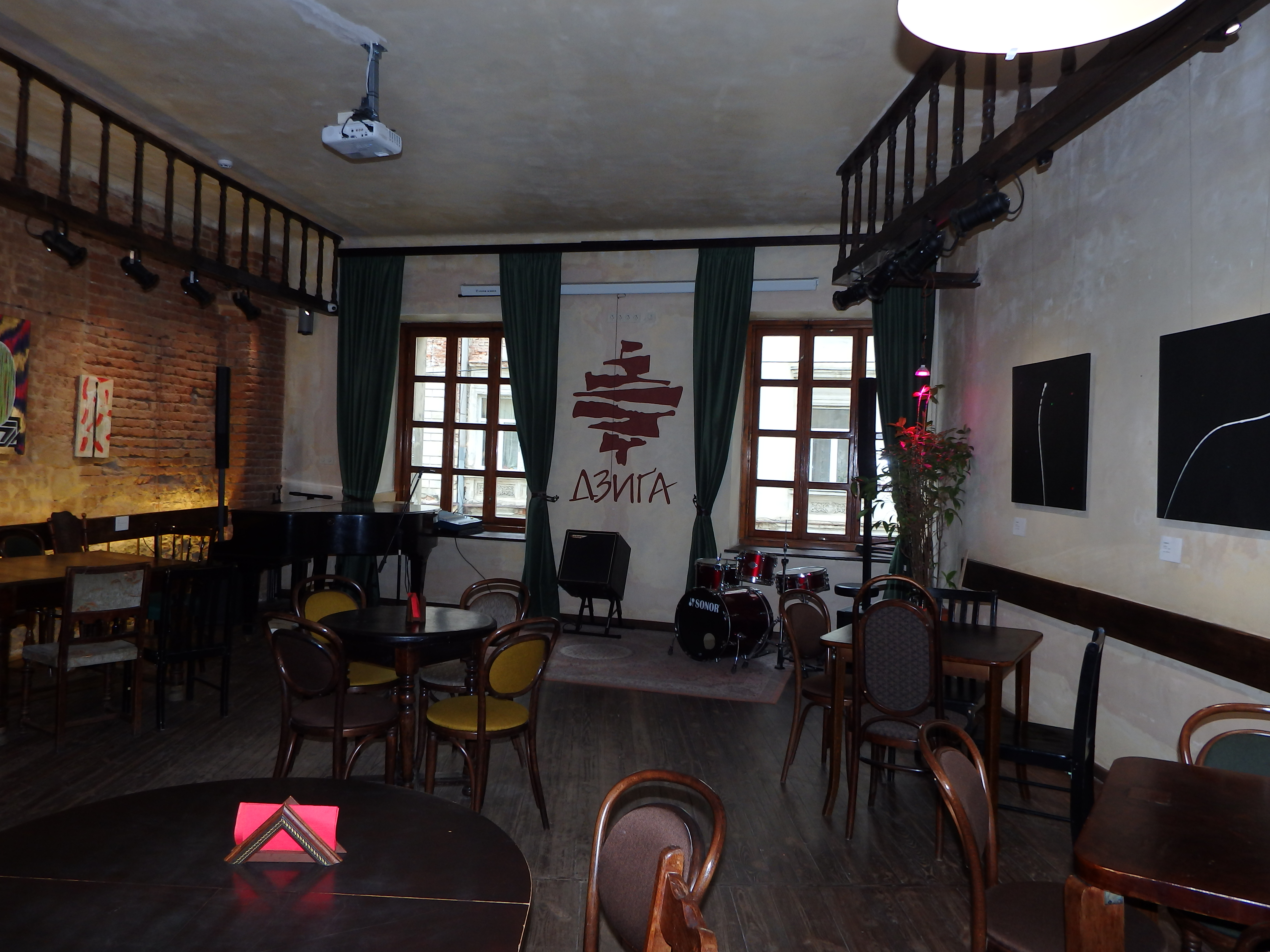
Інтер’єр закладу «Дзига»
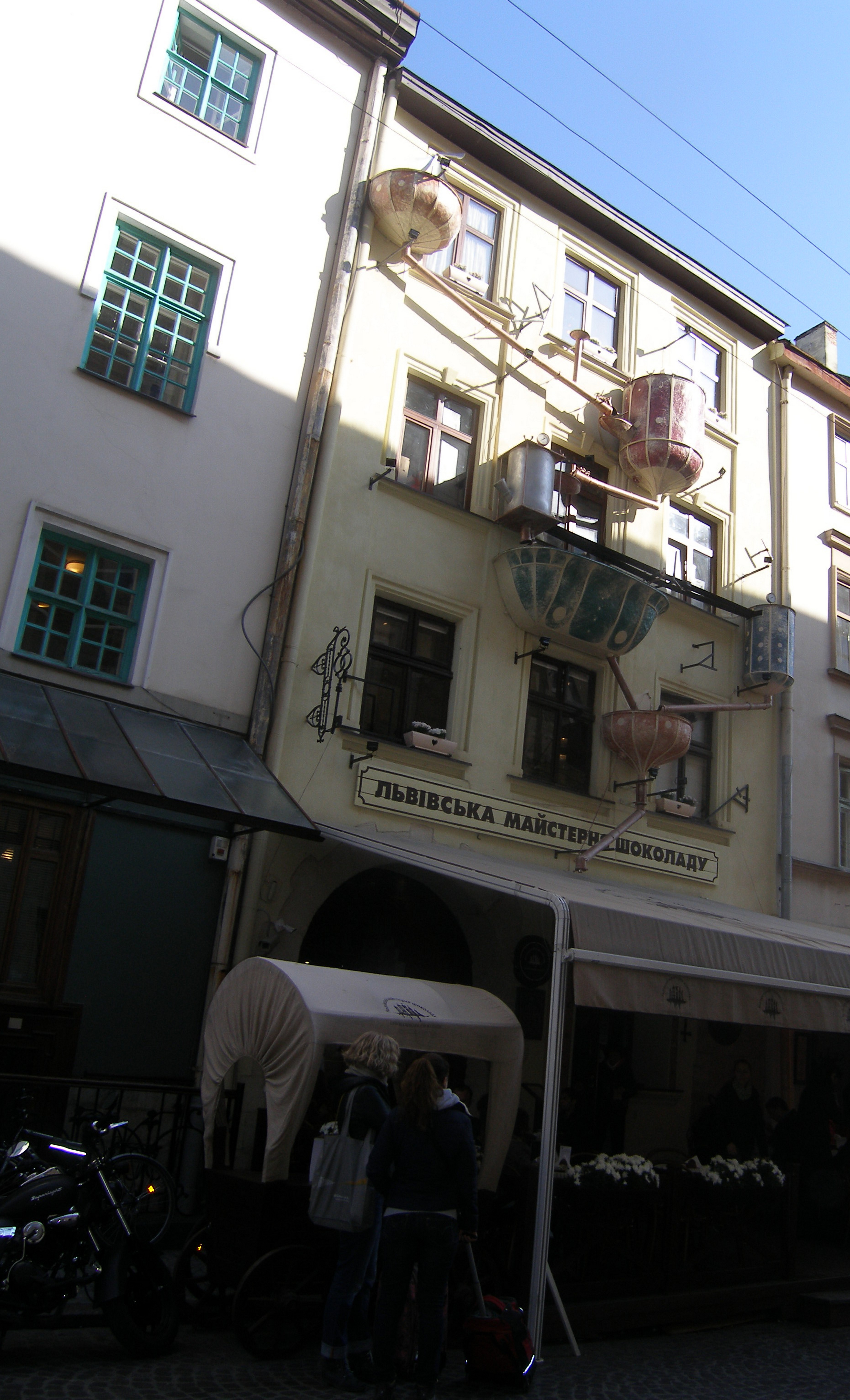
Львівська майстерня шоколаду у Львові
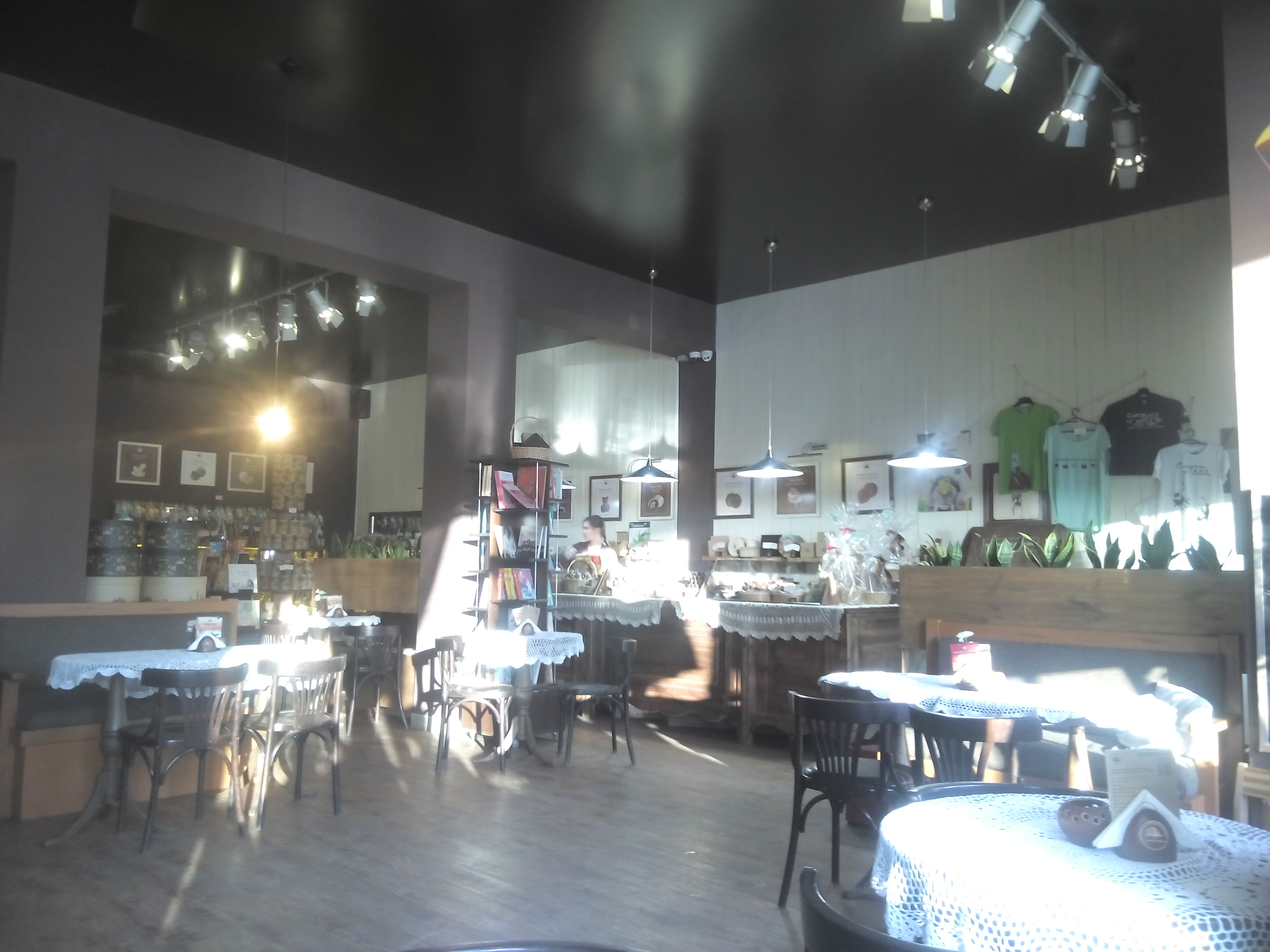
Львівська майстерня шоколаду в Чернігові на проспекті Миру 45
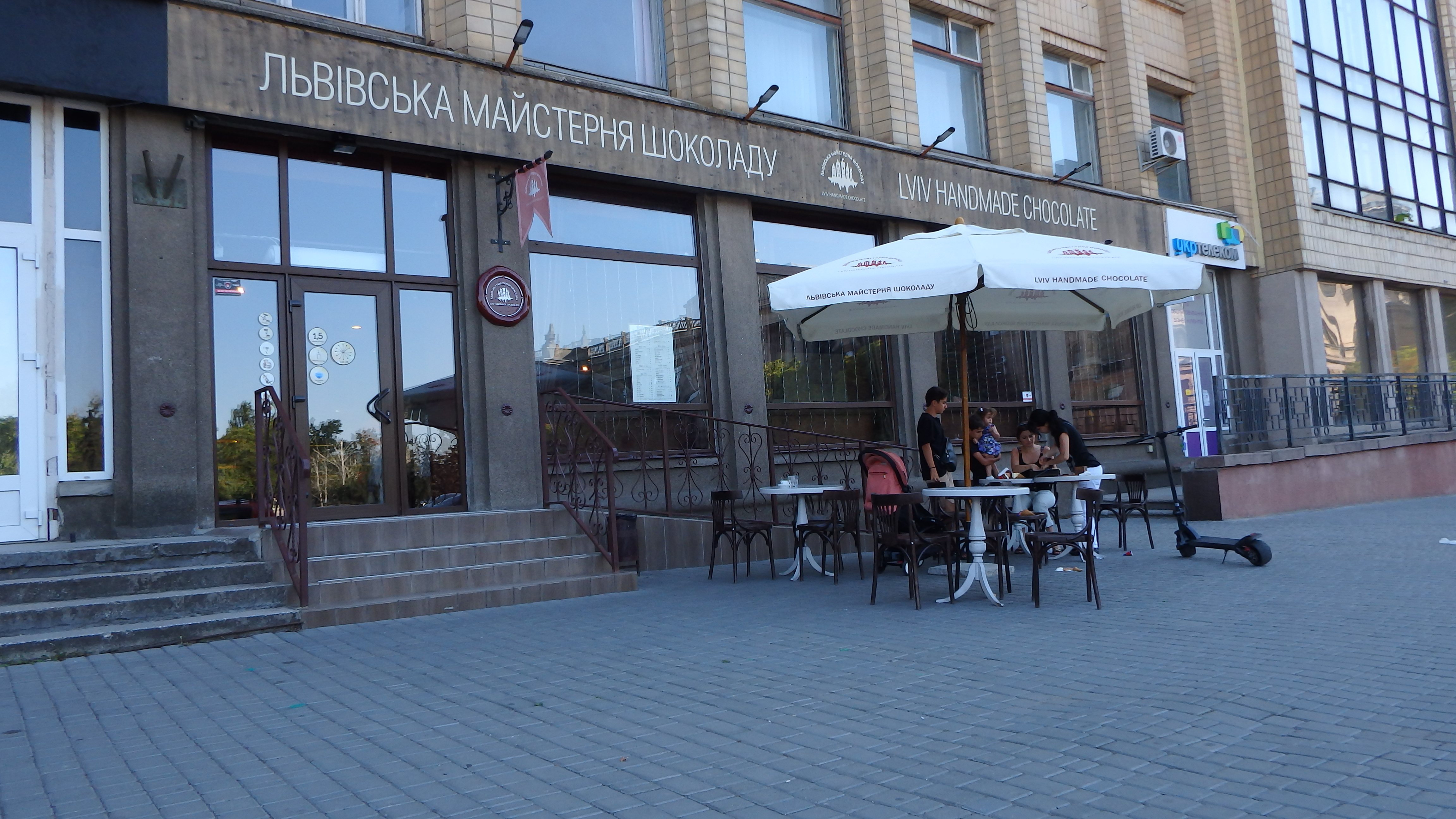
Львівська майстерня шоколаду в Миколаєві
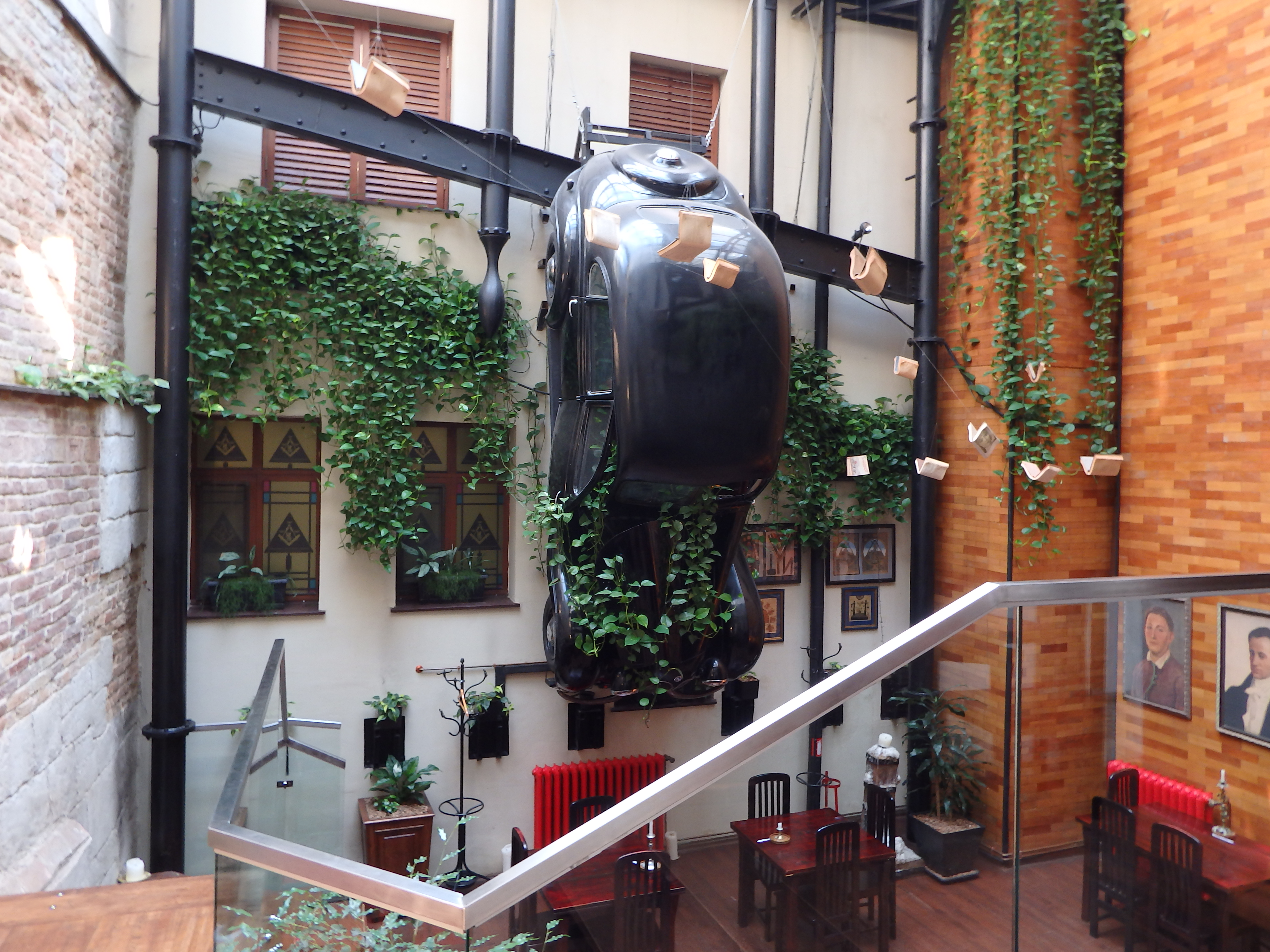
Інтер'єр Найдорожчої ресторації Галичини
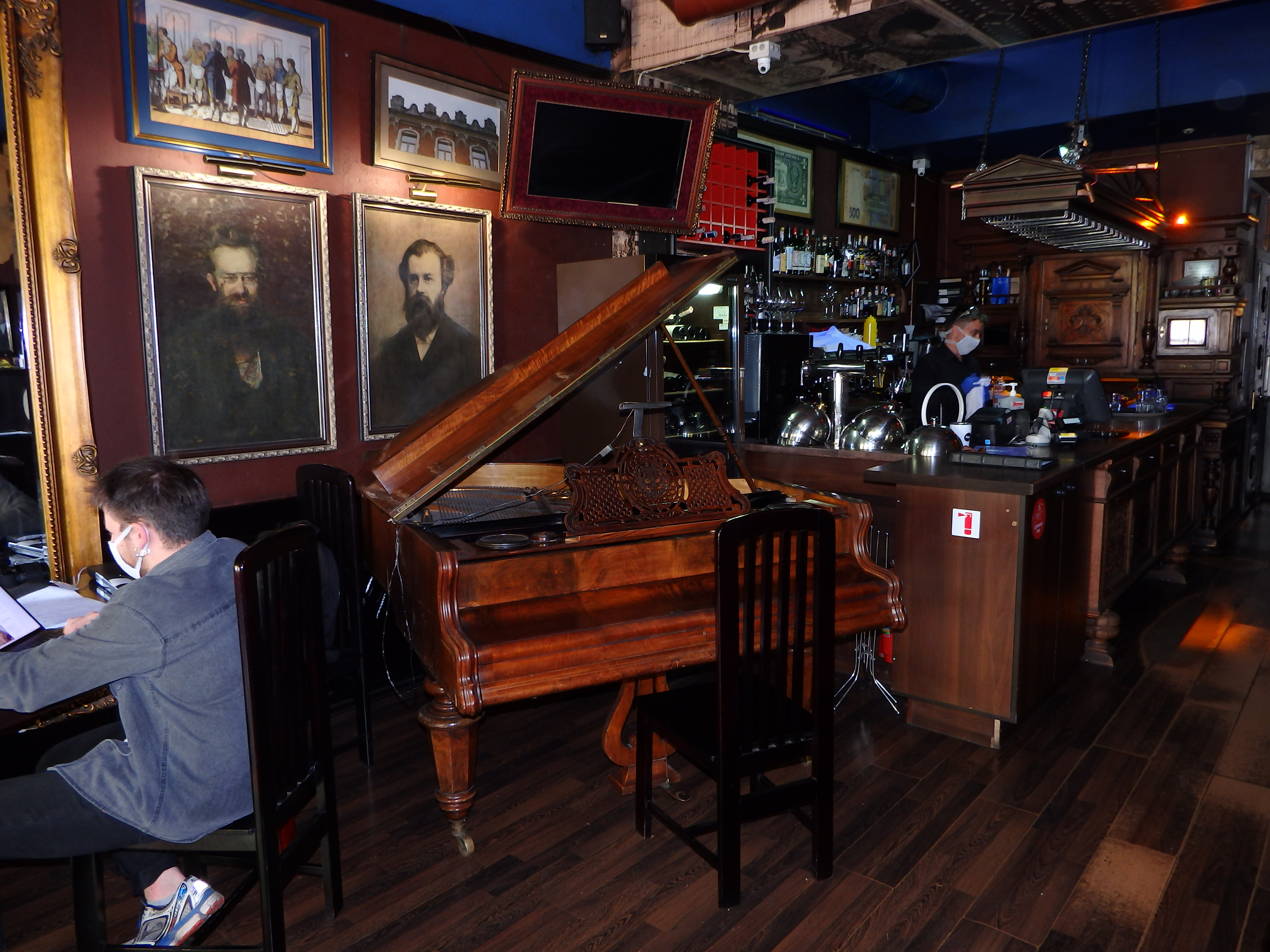
Інтер'єр Найдорожчої ресторації Галичини
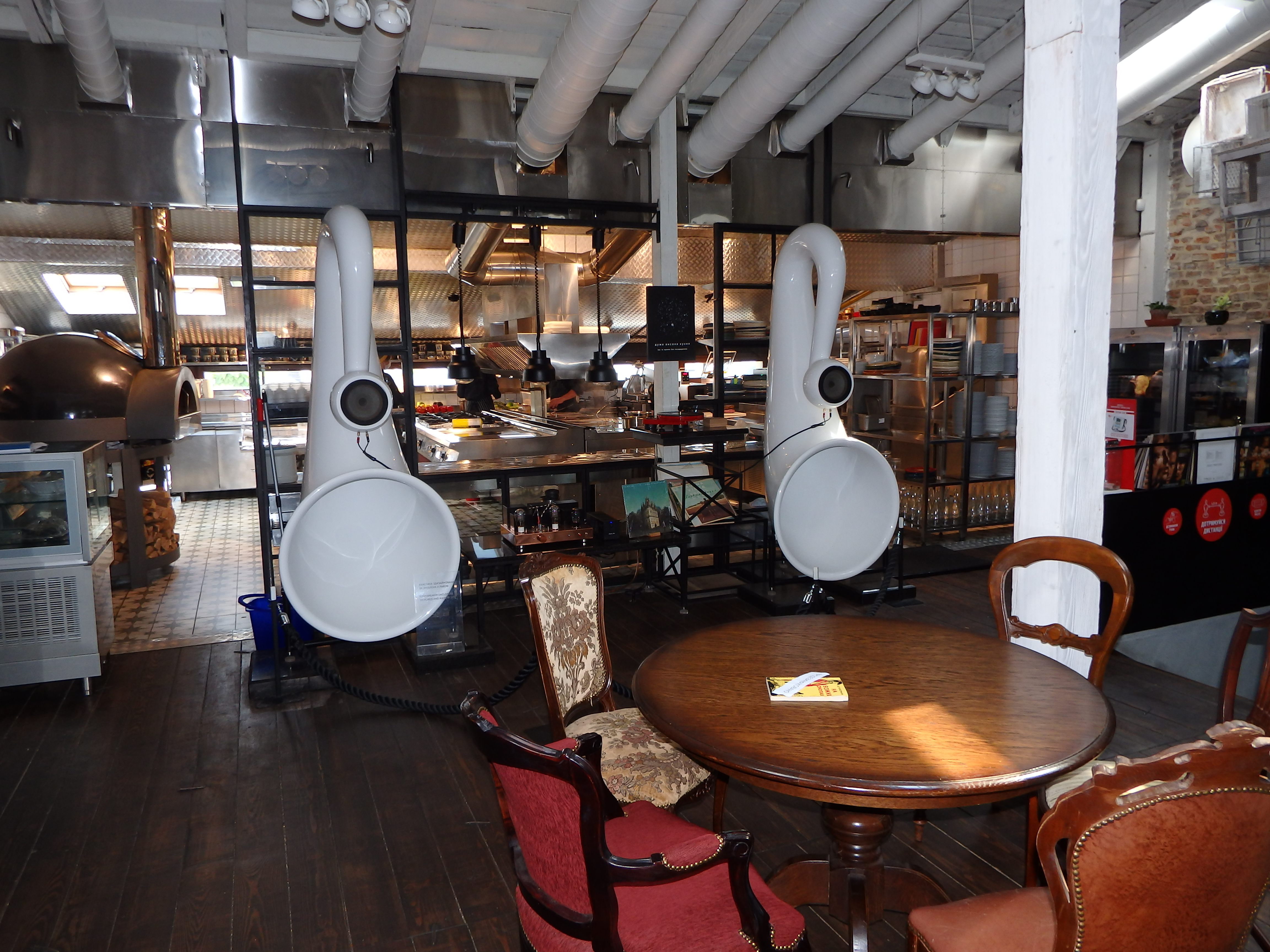
Інтер'єр ресторану «Дуже висока кухня»
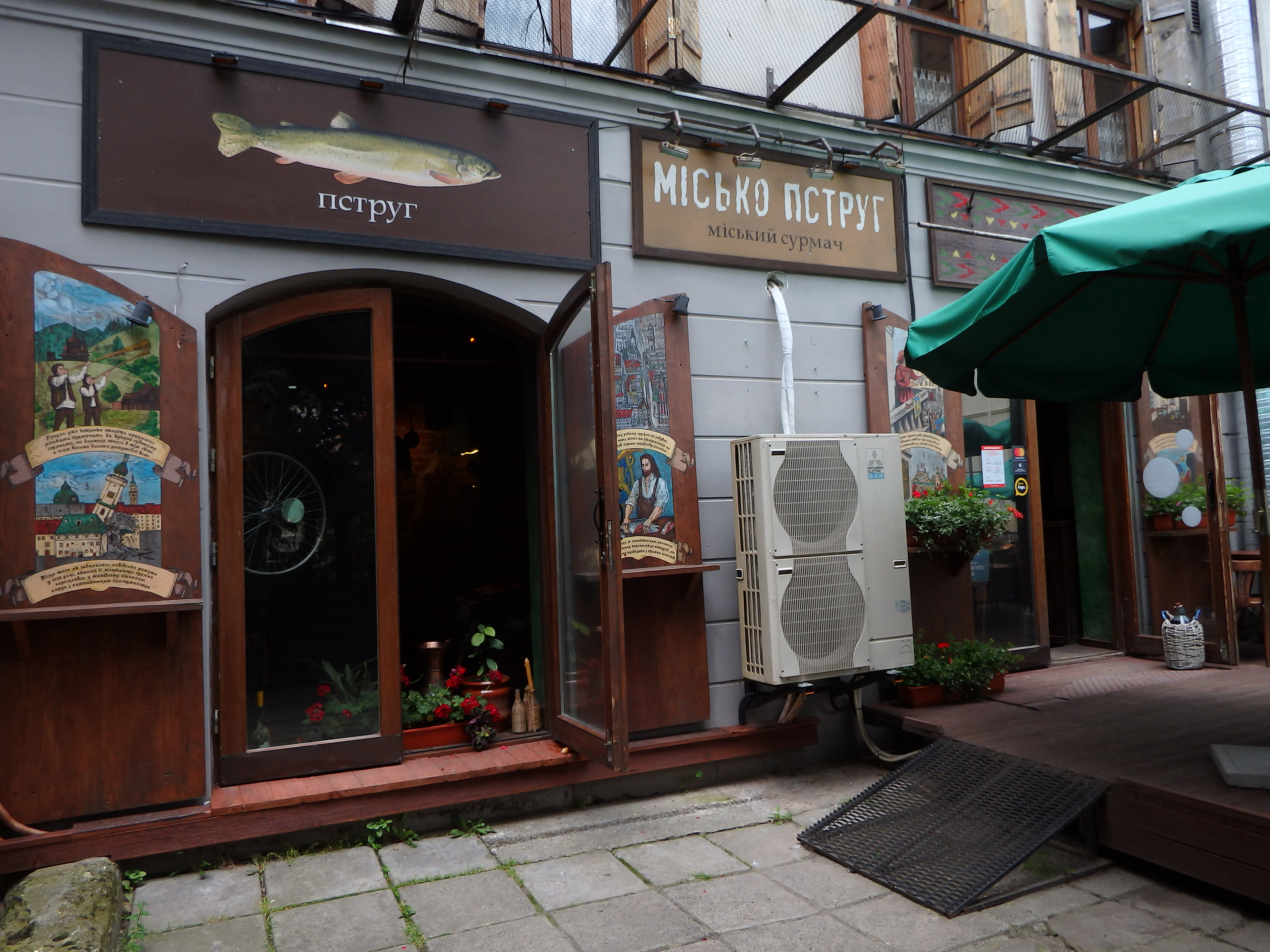
Кнайпа «Пструг, хліб та вино»
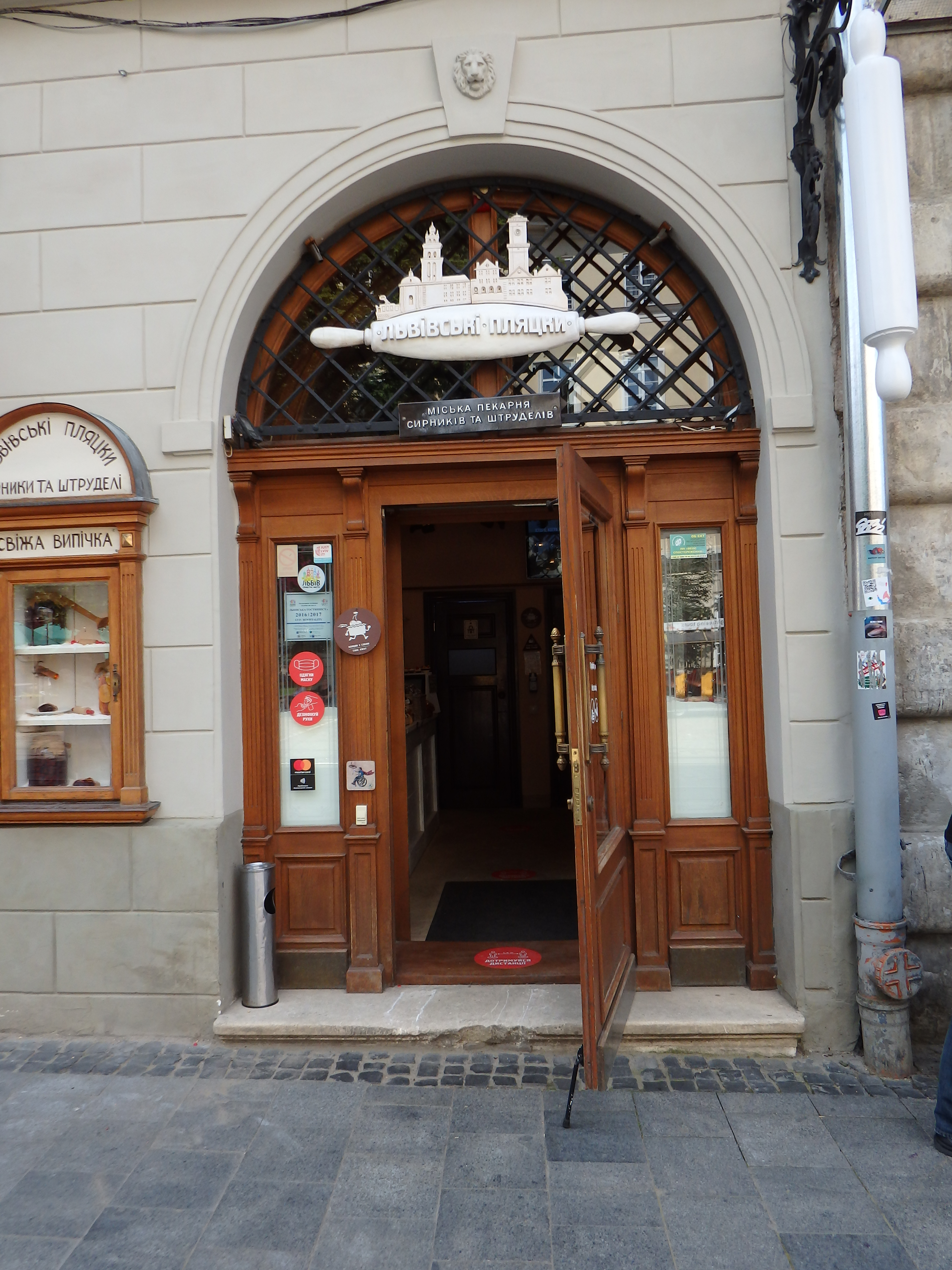
Пекарня «Львівські пляцки»

## Інші проєкти
«Авіація Галичини» (Aviatsiya Halychyny) — бренд одягу, натхненний новою українською армією. Бренд створено 2014 року, тоді це була невелика мануфактура в центрі Львова. Першими виробами на початку 2015 року, були поло про підрозділи української авіації з передбаченою нумерацією різних серій: Аеропорт Львів, Аеростат, 12 бригада (Змієборець), 114 бригада (Івано-Франківськ), 16 бригада (Бджола), Серафим, 7 бригада (Петро Франко), Мольфар.
Ідеологія такого брендування і оформлення полягала в створенні одягу про Україну, про цінності, про українську авіацію як частину нової української армії. Згодом стартап виріс у компанію з кількома цехами та різними лінійками одягу: дорослий, дитячий, зовнішній, мультифункціональний одяг.
Від початку створення автори вклали у бренд мотивацію — зробити «нову вишиванку»: тобто, надати одягу сучасної української ідентичності; відшити речі, які хочеться одягати і носити, і які говорять про відповідну систему цінностей. Одні з перших брендових поло створили Юрко Назарук, Данило Петрушенко (концепція), Христина Назарук (проектний менеджмент), Уляна Барабаш (дизайн одягу), Михайло Гірняк (графічний дизайн).